# Aleksej Koltsov

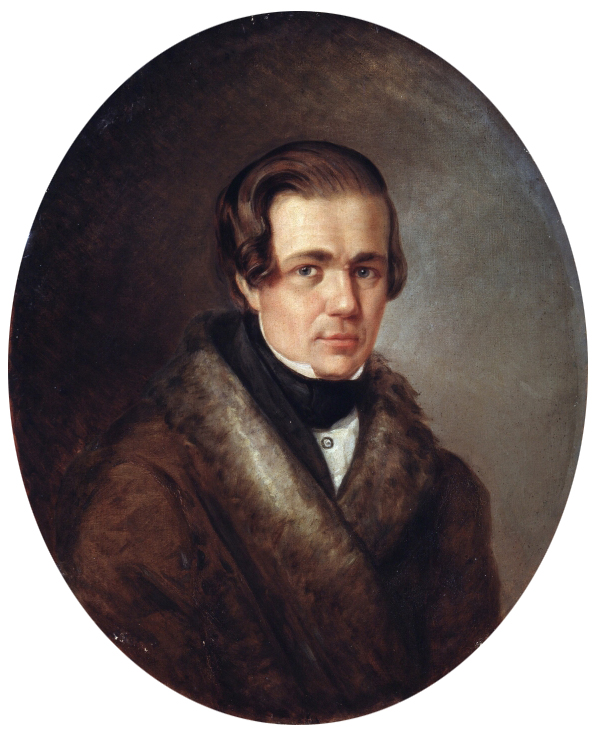
Aleksej Koltsov på målning (1838).

Aleksej Vasiljevitj Koltsov (ryska: Алексей Васильевич Кольцов), född 15 oktober (gamla stilen: 3 oktober) 1809 i Voronezj, Kejsardömet Ryssland, död där  10 november (gamla stilen: 29 oktober) 1842, var en rysk skald.
Koltsov var son till en rik köpman och efter fyra månaders skolgång ansågs sonen ha inhämtat de bokliga kunskaper han som faderns medhjälpare och blivande köpman behövde. Gossen kastade sig emellertid över all för honom åtkomlig vitter litteratur. Ivan Dmitrijevs arbeten väckte hos honom lusten att "göra visor", en bokhandlare gav honom böcker, och tillsammans med en seminarist övade han sig i att skriva. Kärleken till en ung flicka, som var i hans föräldrars tjänst och från vilken han genom dem våldsamt skildes, blev det som förlöste hans skaparkraft.
Den första samlingen av Koltsovs visor, 18 stycken, utgavs genom Nikolaj Stankevitj 1833. Under resor till Sankt Petersburg och Moskva kom Koltsov i kontakt med samtidens förnämsta ryska författare, bland andra Vissarion Belinskij, Aleksandr Pusjkin, Vasilij Zjukovskij och Pjotr Vjazemskij. Han gjorde sålunda bekantskap med en för honom ny värld av konst, förfining och ideella strävanden. Motsatsen emellan denna värld, i vilken han levde med sin själs hela åtrå, och de underordnade köpmannabestyr, med vilka han tvangs att sysselsätta sig, blev allt tydligare och då hans omgivning inte alls förstod hans inre liv framkallade en depression, som i kombination med mångårig tuberkulos ändade hans liv vid 33 års ålder. Koltsovs poesi är av en unik form, ett mellanting mellan konstpoesi och folkvisa. Hela hans författarskap ryms i ett tunt häfte, som utkommit i en mängd upplagor.